# Apoštolská prefektura Endeber
Apoštolská prefektura Endeber byla prefektura římskokatolické církve, v Etiopii.

## Historie
Byla založena 13. února 1940 bulou Quo intra fines papeže Pia XII. z části území apoštolského vikariátu Gimma.
Dne 31. října 1951 byla prefektura zrušena a její území připadlo apoštolskému exarchátu Addis Abeba.

## Seznam prefektů
- Federico da Baselga, O.F.M.Cap. (1940-1945)